# Canthigaster
Canthigaster é um gênero de peixes.

## Espécies
Atualmente existem 37 espécies reconhecidas neste gênero:
- Canthigaster amboinensis (Bleeker, 1865)

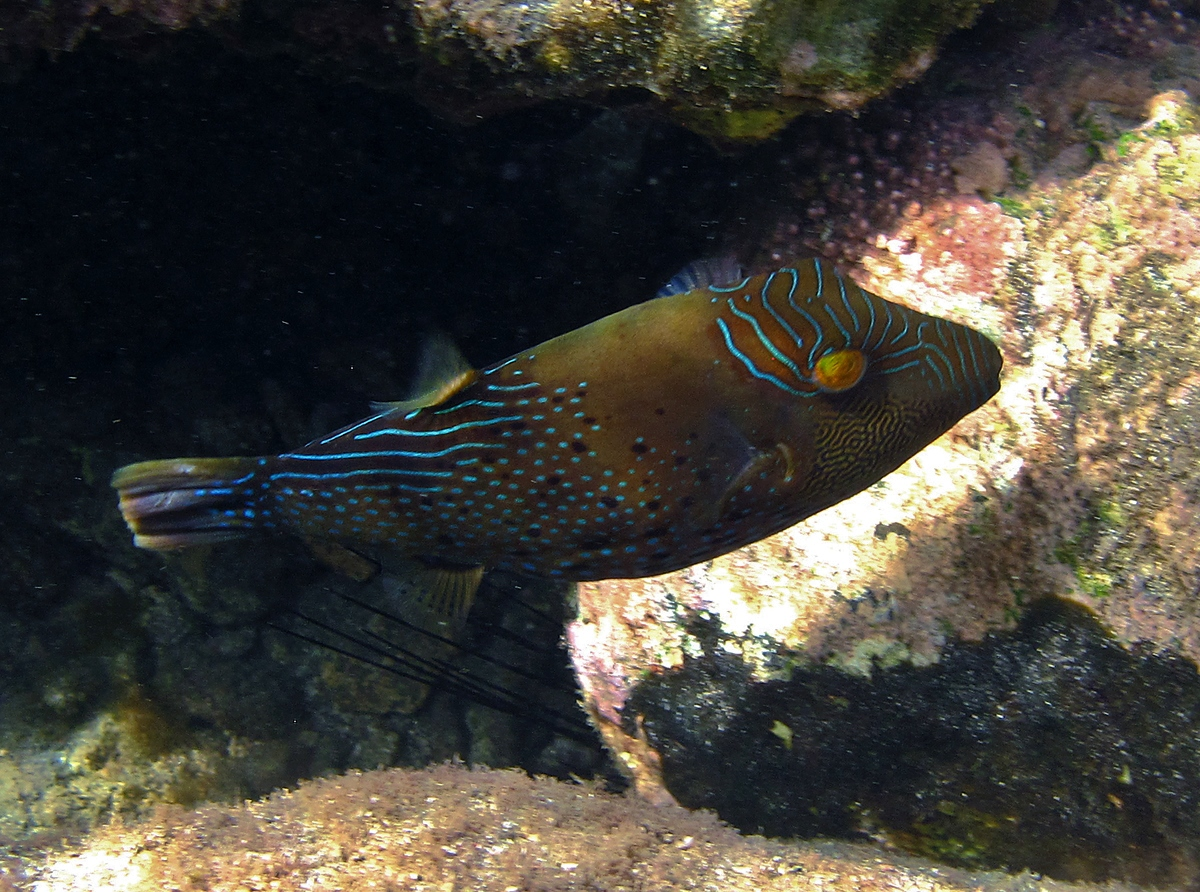
Canthigaster amboinensis

- Canthigaster axiologus Whitley, 1931
- Canthigaster aziz Matsuura, Bogorodsky, Mal & Alpermann 2020[3]
- Canthigaster bennetti (Bleeker, 1854)
- Canthigaster callisterna (J. D. Ogilby, 1889)
- Canthigaster capistrata (R. T. Lowe, 1839)
- Canthigaster compressa (Marion de Procé, 1822)
- Canthigaster coronata (Vaillant & Sauvage, 1875)
- Canthigaster criobe J. T. Williams, Delrieu-Trottin & Planes, 2012[2]
- Canthigaster cyanetron J. E. Randall & Cea Egaña, 1989
- Canthigaster cyanospilota J. E. Randall, J. T. Williams & L. A. Rocha, 2008
- Canthigaster epilampra (O. P. Jenkins, 1903)
- Canthigaster figueiredoi R. L. Moura & R. M. C. Castro, 2002
- Canthigaster flavoreticulata Matsuura, 1986
- Canthigaster inframacula G. R. Allen & J. E. Randall, 1977
- Canthigaster investigatoris (Annandale & J. T. Jenkins, 1910)

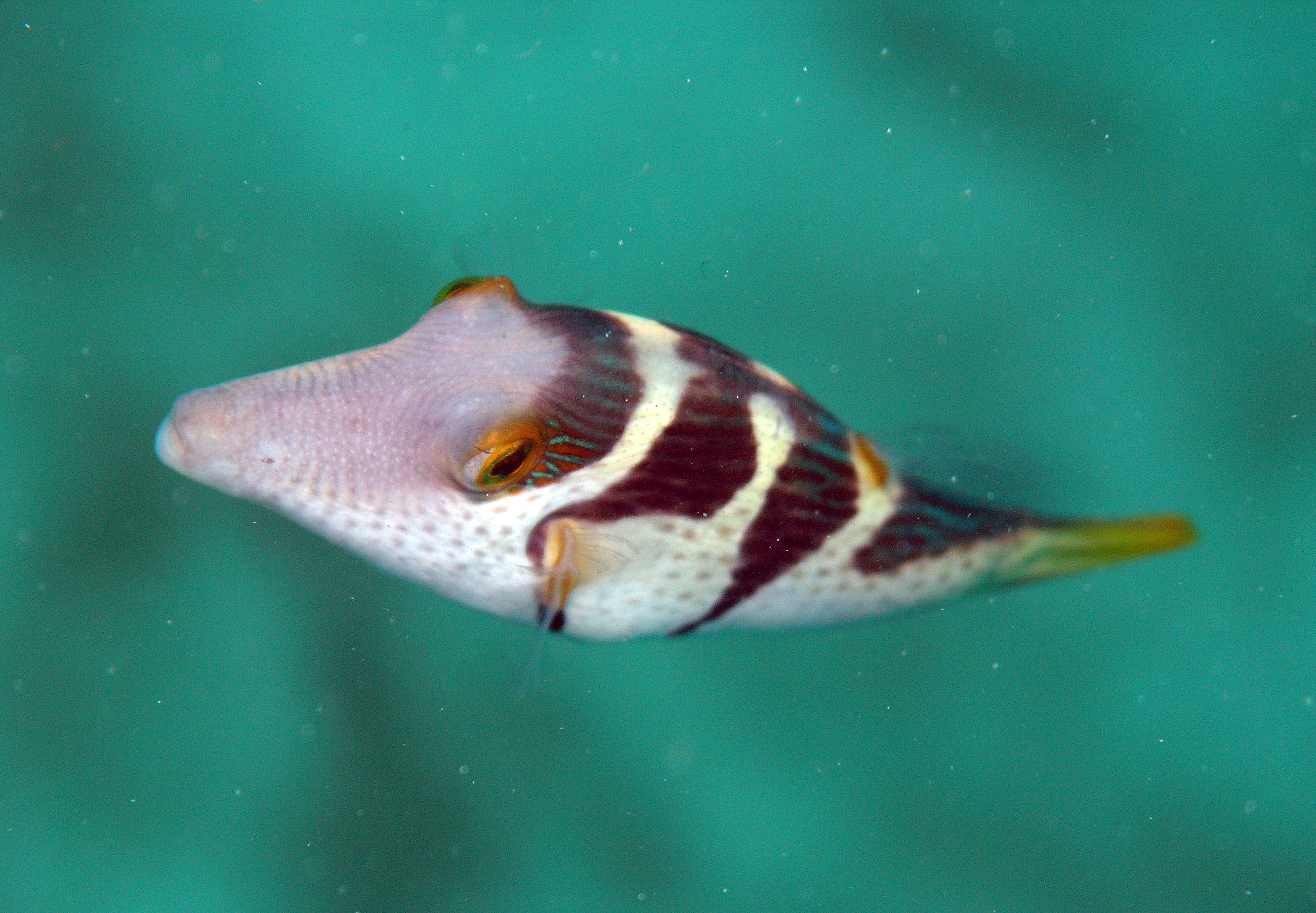
Canthigaster valentini

- Canthigaster jactator (O. P. Jenkins, 1901)
- Canthigaster jamestyleri R. L. Moura & R. M. C. Castro, 2002
- Canthigaster janthinoptera (Bleeker, 1855)
- Canthigaster leoparda Lubbock & G. R. Allen, 1979
- Canthigaster margaritata (Rüppell, 1829)
- Canthigaster marquesensis G. R. Allen & J. E. Randall, 1977
- Canthigaster natalensis (Günther, 1870)

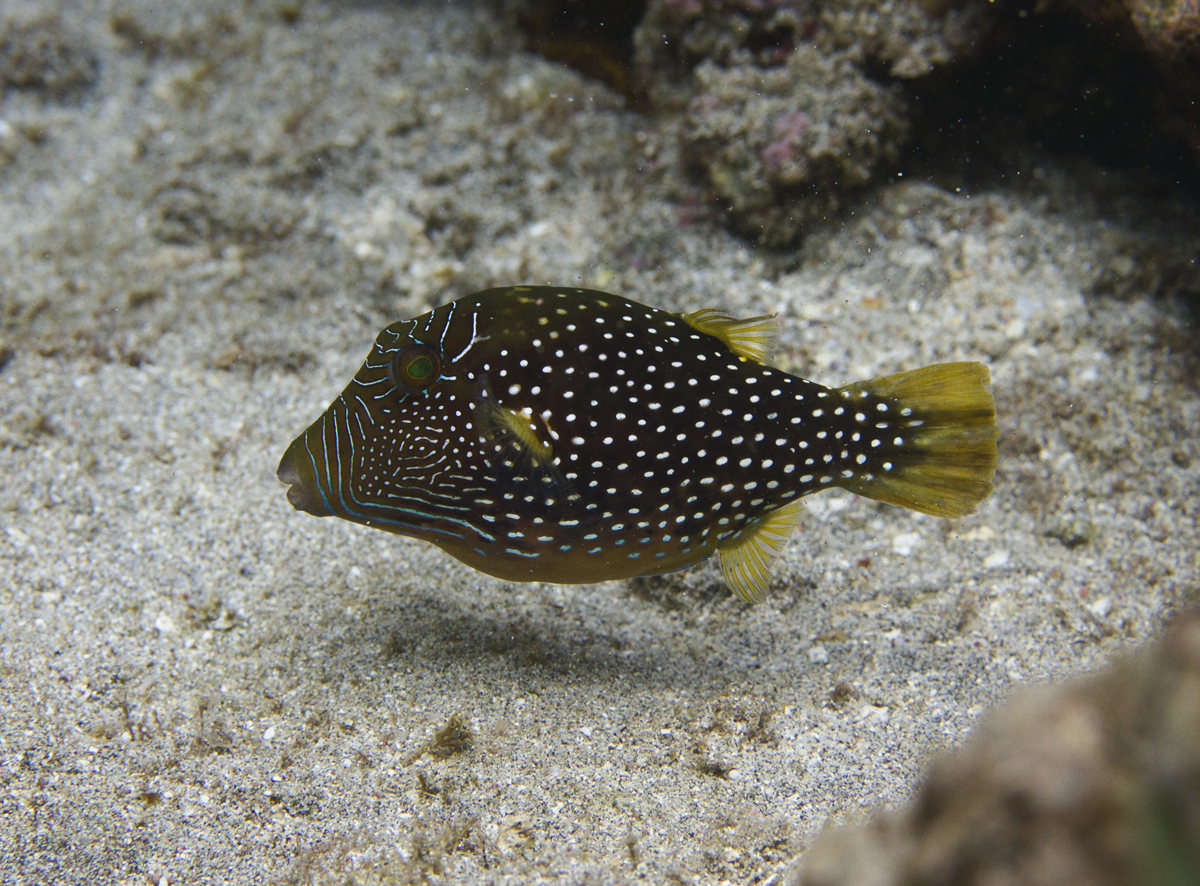
Canthigaster natalensis

- Canthigaster ocellicincta G. R. Allen & J. E. Randall, 1977
- Canthigaster papua (Bleeker, 1848)
- Canthigaster punctata Matsuura, 1992
- Canthigaster punctatissima (Günther, 1870)
- Canthigaster pygmaea G. R. Allen & J. E. Randall, 1977
- Canthigaster rapaensis G. R. Allen & J. E. Randall, 1977
- Canthigaster rivulata (Temminck & Schlegel, 1850)
- Canthigaster rostrata (Bloch, 1786)
- Canthigaster sanctaehelenae (Günther, 1870)
- Canthigaster smithae G. R. Allen & J. E. Randall, 1977
- Canthigaster solandri (Richardson, 1845)
- Canthigaster supramacula R. L. Moura & R. M. C. Castro, 2002
- Canthigaster tyleri G. R. Allen & J. E. Randall, 1977
- Canthigaster valentini (Bleeker, 1853)